# Elezioni legislative in Francia del 1792
Le Elezioni legislative in Francia del 1792 si svolsero dal 2 al 19 settembre 1792, per eleggere i deputati della Convenzione nazionale . Si svolsero subito dopo la sospensione di Luigi XVI (10 agosto), in un periodo di transizione molto turbolento. In seguito a questi avvenimenti, la Costituzione francese del 1791 divenne obsoleta e, subito, il compito della nuova Assemblea fu quello di proclamare la decadenza del re (21 settembre), fondare il nuovo regime e soprattutto redigere una nuova Costituzione repubblicana.

## Contesto
Questa consultazione si svolse in un periodo di incertezza e di estrema tensione causato dalle sconfitte seguite alla dichiarazione di guerra dell'aprile 1792. Dopo che la Prussia entrò in guerra insieme all'Austria (luglio) , gli eserciti austro-prussiani conquistarono Verdun il 2 e 3 settembre, aprendo così la strada per Parigi. La paura generata da questa situazione provocò una “follia cieca” nella capitale, sfociata nei massacri di settembre, avvenuti durante le elezioni (dal 2 al 6 settembre). Questa situazione giocò un ruolo diretto nelle elezioni, i cui elettori erano ancora spaventati dal terrore seguito al 10 agosto e altri dall'imminente arrivo dei nemici austro-prussiani a Parigi. Così, nella Marna, gli elettori dell'est del dipartimento tornarono a casa all'annuncio della caduta di Verdun, favorendo l'elezione di otto Montagnardi su dieci deputati. Sono quindi, in generale, i più rivoluzionari a votare ed eleggere deputati ostili alla regalità.
Gli avvenimenti esterni , che ostacolano le elezioni, sono collegati all'interno dalla rivalità - per il possesso del potere - tra i  Girondini, che volevano "rivoluzionare" l'Europa dichiarando guerra ai despoti e coloro che, attorno a Maximilien de Robespierre, si opposero alla guerra e andarono, all'interno dei Montagnardi, a difendere l'unione dell'Assemblea con il movimento rivoluzionario. Tuttavia, la guerra che i Girondini non riescono a condurre, il loro atteggiamento ambiguo dopo la giornata del 20 giugno e il loro atteggiamento attendista durante la giornata del 10 agosto hanno contribuito a seminare turbamenti negli animi di molti patrioti parigini. Aiutati dai promotori di questa giornata rivoluzionaria, ai quali sono vicini, i Montagnardi – molto poco rappresentati durante la precedente legislatura – sono determinati a sfruttare questa condizione per superare i loro avversari.

## Procedura
Poco prima delle elezioni l'Assemblea nazionale legislativa proclamò una nuova legge elettorale che, per la prima volta nella Storia del mondo istituì il suffragio universale maschile.
La nuova assemblea , che deve avere 749 deputati, è eletta a suffragio universale  maschile; è previsto negli statuti l'aggiunta di un sostituto per 3 deputati nelle province, 8 su 24 a Parigi, che alla fine delle elezioni risulteranno quasi tutti giacobini. La maggiore età si ritrova abbassata dai 25 ai 21 anni. Sono invece escluse le donne, la servitù, le persone non domiciliate e senza reddito noto (stipendio o pensione). Poiché i cittadini devono poter dimostrare di aver vissuto per un anno nello stesso Cantone e di avere un reddito sufficiente per poter “vivere del prodotto del loro lavoro”, ciò equivale ad escludere i non contribuenti.  Alla fine, da tre a quattro milioni di “passivi” hanno ottenuto una nazionalità per la quale non erano preparati, e alle primarie del 26 agosto si sono recati alle primarie solo 700.000 su sette milioni di potenziali elettori, cifre molto vicine tra loro la monarchia censuaria. Nonostante tutto, per la prima volta si presentò gente comune, anche se il loro numero non può essere stimato con precisione.
I nuovi decreti, pur appoggiandosi al sistema previsto dalla Costituzione francese del 1791, aboliscono le distinzioni e tutti i cittadini maschi adulti, attivi o passivi, possono votare alle elezioni locali, dipartimentali e nazionali: il concetto di uguaglianza, caro alla dichiarazione dei diritti dell'uomo del 1789, corrisponde finalmente alla realtà.

## Partecipazione elettorale
Rispetto alle elezioni del settembre 1791, la partecipazione elettorale nei dipartimenti aumentò, secondo Roger Dupuy, dal 10,2% dell'elettorato all'11,9% per un numero di cittadini interessati che quasi raddoppiò, passando da 4,3 a 7 milioni di elettori. Anche se l'impatto del passaggio al suffragio universale è molto limitato, l'aumento, osserva, è particolarmente evidente nelle aree urbane, mentre nelle aree rurali continua l'astensione. Studiando, da parte sua, tutte le elezioni dal 1789, Patrice Gueniffey ritiene che il crollo elettorale - misurato ancora durante le elezioni primarie del 1790  - osservato durante le elezioni legislative del 1791, sia confermato, nonostante l'istituzione del suffragio universale. L'allargamento dell'elettorato non ha avuto, in molti casi, alcun effetto sul livello di partecipazione e l'omogeneità percepita nel declino del 1791 ha semplicemente avuto la tendenza a disfarsi, con dipartimenti segnati da una leggera ripresa, come Gard (22%), Loir-et-Cher (26%) o Yonne ( 25%).
Michel Vovelle constata anche un “calo continuo e molto evidente” nella partecipazione, “anche se le elezioni locali mobilitano di più”. Lo spiega, come Patrice Gueniffey, con le “condizioni concrete per lo svolgimento delle assemblee elettorali nel dipartimento: durata, complessità delle operazioni distribuite nell'arco dei giorni”. Secondo lui, la partecipazione elettorale alle primarie è, in agosto 1792, dal 40 al 50% nella Côtes-du-Nord e nel Morbihan, dal 30 al 40% nel Loir-et-Cher, dal 20 al 30% nella Seine-et-Oise, Gard, Haute -Saône, Haute-Vienne e Yonne, dal 10 al 20% nell'Aisne, Drôme, Eure, Loire -Inférieure, Maine-et-Loire, Oise e Seine -Inférieure.
Nell'Yonne, dove l'elettorato passò da 56.500 a 73.000 elettori, le elezioni del 1792 confermarono, secondo Patrice Gueniffey, il crollo della partecipazione registrato dopo le elezioni di maggio 1790, dove è andata a votare la metà dei cittadini attivi del dipartimento. In giugno 1791, le primarie dell'Yonne avevano raggiunto una partecipazione pari al 20% dell'elettorato. Con la sua espansione in agosto 1792, l'Yonne conosce, come abbiamo detto, solo una lieve ripresa, con ampie variazioni tra il cantone di Cruzy (5%) e quello di Véron (70%). La ripresa localizzata della partecipazione è dovuta soprattutto alla resistenza delle città, soprattutto delle principali, all'aumento dell'astensione, mentre il voto rurale, superiore a quello urbano nel 1789 e nel 1791, è in calo.
Fatto curioso, le elezioni si svolsero senza nessun tipo di campagna elettorale, per via del piccolo intervallo di tempo fra la promulgazione della legge elettorale e le elezioni, e ciò condizionò molto i risultati.

## Risultati
Gli Indipendenti di Centro ottengono la maggioranza assoluta, totalizzando il 51,94% dei voti e schierando ben 389 deputati.
La coalizione dei Montagnardi, che spazia dalla Sinistra all'Estrema sinistra, ottiene il 26,70% dei voto e piazza 200 deputati, di cui 120 Giacobini, 79 Cordiglieri e 1 Enragés.
I Girondini di Centro-destra non ottengono i risultati sperati, ottenendo solamente il 21,36% dei voti, equivalenti a 160 deputati.